# Villa Delisle
Le Villa Delisle, en forme longue le Villa Delisle Hôtel & Spa, anciennement le Sterne, est un hôtel de l'île de La Réunion, département et région d'outre-mer français dans le sud-ouest de l'océan Indien. Situé au 42, boulevard Hubert-Delisle dans le centre-ville de la commune de Saint-Pierre, il est voisin du casino du Sud, qui appartient au même groupe. Il s'agit de l'un des quelques quatre étoiles de La Réunion.